# Hogna optabilis
Hogna optabilis este o specie de păianjeni din genul Hogna, familia Lycosidae, descrisă de Roewer, 1959.
Este endemică în Congo. Conform Catalogue of Life specia Hogna optabilis nu are subspecii cunoscute.